# Matthewstown
Das Entrance Grave von Matthewstown (irisch Baile Mhaithiais) liegt im gleichnamigen Townland auf einem erhöhten Grat etwa fünf Kilometer westlich von Tramore nahe der Commeragh Mountains im County Waterford in Irland. 
Es ist lokal bekannt als Leaba Thomáis Mhic Chaba, irisch für „Thomas McCabes Bett“. Das so genannte „Simple Passage Tomb“ ist eines aus einer Gruppe von nur fünf Entrance Graves in Waterford, die große Affinität mit den Megalithanlagen auf den Scilly-Inseln vor der Küste von Cornwall aufweisen.
Die nach Osten ausgerichtete Anlage ist 3,5 m lang und 1,6 m breit. Sie wird von drei Decksteinen, die auf je fünf seitlichen, etwa 1,2 m hohen Tragsteinen ruhen, bedeckt. Sie hat vier erhaltene Randsteine, die vermuten lassen, dass das Denkmal einst von einem Steinhaufen bedeckt war. 
In der Nähe liegen die Megalithanlagen von Harristown, Gaulstown und Knockeen. 